# لوتشيانو أكينو
لوتشيانو أكينو هو لاعب هوكي الجليد كندي، ولد في 26 يناير 1985 في ميسيساغا في كندا.

## وصلات خارجية
- لوتشيانو أكينو على موقع دوري الهوكي الوطني (الإنجليزية)
- لوتشيانو أكينو على موقع EliteProspects.com (الإنجليزية)
- لوتشيانو أكينو على موقع HockeyDB.com (الإنجليزية)